# Айрленд, Майк
Майкл (Майк) Айрленд (англ. Mike Ireland, род. 3 января 1974, Виннипег) — канадский конькобежец-спринтер. Чемпион мира в спринтерском многоборье (2001). Участник четырёх зимних Олимпийских игр (1994, 2002, 2006, 2010).

## Биография
На Олимпийских играх 1994 года в Лиллехамере участвовал на дистанции 500 метров, где занял 26-е место. На следующую Олимпиаду в Нагано не смог пройти отбор.
В 2000 году стал вторым на чемпионате по спринтерскому многоборью, вторым на 500 м и третьим на 1000 м на чемпионате по отдельным дистанциям.
В 2001 году стал чемпионом мира по спринтерскому многоборью.
На Олимпийских играх 2002 года в Солт-Лейк-Сити стал 7-м на 500 метров и 14-м на 1000 метров. На следующих двух Олимпиадах также не смог завоевать медалей.
Завершил спортивную карьеру в 2010 году.

## Рекорд мира
3 марта 2001 года на дистанции 1000 метров превзошёл годичный рекорд мира Джереми Уотерспуна на одну сотую, пробежав за 1.08,34. Рекорд продержался лишь чуть больше недели и был побит Уотерспуном 11 марта.